# 朴柱成
朴 柱成（パク・チュソン、ハングル: 박주성、ラテン翻字: Park Joo-Sung, 1984年2月20日 - ） は、韓国出身の元サッカー選手。元同国代表。現役時代のポジションはDF（左サイドバック）。

## 来歴
2003年、馬山工業高等学校より水原三星ブルーウィングスに入団。2005年から2年間、兵役のために尚州尚武フェニックスFCに在籍した時期を除いて、水原には2008年まで在籍した。この間に通算で26試合に出場した。また2003年4月16日に韓国・ソウル特別市内にて行われた日本代表との親善試合において、90分に朴忠均と交代する形で出場し、韓国代表にデビューした。2005年に1試合出場機会があったが、2006年7月、梁相珉の負傷によって追加招集された が負傷により別メニューでの参加となった。同年10月には張學英の負傷により代表に追加招集された。
2009年にベガルタ仙台へ完全移籍。仙台においては左サイドからの攻撃を担った他、同年11月21日にユアテックスタジアム仙台にて開催されたJ2リーグ第49節C大阪戦においては、「自分が一番避けたい物のひとつ」 であるヘディングで、後半ロスタイムにラストプレーで決勝点となるゴールを決めるなど、仙台のJ1復帰に貢献した。　
2010年8月7日、対横浜F・マリノス戦の前半30分過ぎ、ピッチ上で熱中症で倒れて途中交代した。午後7時の開催ではあったが気温は30℃に迫り、湿度は70%、風がない非常に蒸し暑いコンディションであった。試合後、手倉森誠監督に「独身の朴が日常生活でいかに栄養に気を配っていないかがわかった。もっとキムチを食べたらいいのに」「プロが熱中症なんてJリーグ始まって以来だろ。情けない。繰り返すようならプロ失格だ」と苦言を呈され、生活習慣の改善に取り組み当時悩まされていた不眠症を克服した。
2011年・2012年も左サイドバックのレギュラーとして仙台のリーグ戦上位進出に貢献したが、2012年12月6日に契約非更新が発表された。外国籍選手としてはクラブ最長（当時）タイの4シーズン在籍 し、リーグ戦通算出場試合数153はクラブ外国籍選手歴代1位。
2013年1月、慶南FCに加入。2014年シーズンは主将も務めた。
2014年12月15日、貴州人和に移籍することが発表された。
2016年より慶南FCに復帰。2017年6月、Kリーグチャレンジ・大田シチズンに移籍。
2018年に現役を引退。その後、東国大学校のコーチに就任した。

## エピソード
- 好物はコーラ[13]。
- J2時代にファンからよく掛けられた言葉は、「頑張ってください」「足、大丈夫?」「90分出ろ」[14]。
- 来日4年目には、記者とも日本語である程度やり取りできるようになっていた[15]。

## 所属クラブ
- 2003-2008  水原三星ブルーウィングス
  - 2005-2006  光州尚武フェニックス
- 2009-2012  ベガルタ仙台
- 2013-2014  慶南FC
- 2015  貴州人和足球倶楽部
- 2016-2017  慶南FC
- 2017  大田シチズン

## 個人成績
| 国内大会個人成績 | 国内大会個人成績 | 国内大会個人成績 | 国内大会個人成績 | 国内大会個人成績 | 国内大会個人成績 | 国内大会個人成績 | 国内大会個人成績 | 国内大会個人成績 | 国内大会個人成績 | 国内大会個人成績 | 国内大会個人成績 |
| 年度             | クラブ           | 背番号           | リーグ           | リーグ戦         | リーグ戦         | リーグ杯         | リーグ杯         | オープン杯       | オープン杯       | 期間通算         | 期間通算         |
| 年度             | クラブ           | 背番号           | リーグ           | 出場             | 得点             | 出場             | 得点             | 出場             | 得点             | 出場             | 得点             |
| 韓国             | 韓国             | 韓国             | 韓国             | リーグ戦         | リーグ戦         | リーグ杯         | リーグ杯         | FA杯             | FA杯             | 期間通算         | 期間通算         |
| ---------------- | ---------------- | ---------------- | ---------------- | ---------------- | ---------------- | ---------------- | ---------------- | ---------------- | ---------------- | ---------------- | ---------------- |
| 2003             | 水原三星         |                  | Kリーグ          | 11               | 0                | -                | -                | 0                | 0                | 11               | 0                |
| 2004             | 水原三星         |                  | Kリーグ          | 6                | 0                | 1                | 0                | 0                | 0                | 7                | 0                |
| 2005             | 光州尚武         |                  | Kリーグ          | 3                | 0                | 0                | 0                | 1                | 1                | 4                | 1                |
| 2006             | 光州尚武         |                  | Kリーグ          | 15               | 0                | 10               | 0                | 1                | 0                | 26               | 0                |
| 2006             | 水原三星         |                  | Kリーグ          | 1                | 0                | 0                | 0                | 0                | 0                | 1                | 0                |
| 2007             | 水原三星         |                  | Kリーグ          | 3                | 0                | 3                | 0                | 0                | 0                | 6                | 0                |
| 2008             | 水原三星         |                  | Kリーグ          | 1                | 0                | 0                | 0                | 0                | 0                | 1                | 0                |
| 日本             | 日本             | 日本             | 日本             | リーグ戦         | リーグ戦         | リーグ杯         | リーグ杯         | 天皇杯           | 天皇杯           | 期間通算         | 期間通算         |
| 2009             | 仙台             | 27               | J2               | 34               | 2                | -                | -                | 3                | 0                | 37               | 2                |
| 2010             | 仙台             | 27               | J1               | 29               | 0                | 8                | 1                | 1                | 0                | 38               | 1                |
| 2011             | 仙台             | 27               | J1               | 27               | 0                | 3                | 0                | 1                | 0                | 31               | 0                |
| 2012             | 仙台             | 27               | J1               | 23               | 0                | 6                | 0                | 0                | 0                | 29               | 0                |
| 韓国             | 韓国             | 韓国             | 韓国             | リーグ戦         | リーグ戦         | リーグ杯         | リーグ杯         | FA杯             | FA杯             | 期間通算         | 期間通算         |
| 2013             | 慶南             | 27               | Kクラシック      | 17               | 0                | -                | -                |                  | 0                | 17               | 0                |
| 2014             | 慶南             | 27               | Kクラシック      |                  |                  | -                | -                |                  |                  |                  |                  |
| 通算             | 韓国             | 韓国             | Kリーグ          | 57               | 0                | 14               | 0                | 2                | 1                | 73               | 1                |
| 通算             | 日本             | 日本             | J1               | 79               | 0                | 17               | 1                | 2                | 0                | 98               | 1                |
| 通算             | 日本             | 日本             | J2               | 34               | 2                | -                | -                | 3                | 0                | 37               | 2                |
| 総通算           | 総通算           | 総通算           | 総通算           | 170              | 2                | 31               | 1                | 7                | 1                | 179              | 4                |

## 代表歴
- 2002-2003  U-20韓国代表
  - 2003 FIFAワールドユース選手権
- 2003  U-23韓国代表
- 2003-2006  韓国代表

### 試合数
- 国際Aマッチ 2試合（2003年-2006年）[16]

| 韓国代表 | 国際Aマッチ | 国際Aマッチ |
| 年       | 出場        | 得点        |
| -------- | ----------- | ----------- |
| 2003     | 1           | 0           |
| 2004     | 0           | 0           |
| 2005     | 0           | 0           |
| 2006     | 1           | 0           |
| 通算     | 2           | 0           |

## タイトル
水原三星ブルーウィングス
- Kリーグ：2回（2004、2008）
- 韓国リーグカップ：1回（2008）